# Vigilantia
Vigilantia est une sœur de l'empereur byzantin Justinien et la mère de Justin II, son successeur, qui règne de 564 à 578.

## Biographie
Justinien et Vigilantia Dulcissima sont les enfants de Vigilantia Sabbatia, une sœur de Justin Ier, le fondateur de la dynastie justinienne. Cette famille est originaire de Bederiana, près de Naissus (aujourd'hui Niš en Serbie), dans la province de la Dacie aurélienne. Selon Procope de Césarée, Théodore le Lecteur, Zacharie le Rhéteur, Victor de Tunnuna, Théophane le Confesseur et Georges Cédrène, Justin et sa famille sont d'origine illyrienne, même si Cédrène n'en est pas certain. Évagre le Scholastique, Jean Malalas, le Chronicon Paschale, la Souda, Jean Zonaras et le Patria de Constantinople affirment qu'ils sont d'origine Thraco-romaine. Procope rapporte qu'ils sont une famille de paysans et Zonaras est le seul à décrire Justin Ier comme un ancien berger.
Justinien est né à Justiniana Prima (Tauresium, Caričin Grad), près de Scupi (Serbie), où ses parents semblent être établis. Son père se nomme Sabbatius et le nom de sa mère n'est pas connu avec certitude. Le nom de Bigleniza lui est souvent associé et Niccolò Alamanni rapporte qu'elle se nomme Vigilantia, citant comme source la Vie de Justinien de Théophile Abbas, un supposé contemporain de Procope. Toutefois, cette source n'a jamais été retrouvée. Alamanni est considéré comme une source fiable par certains historiens comme Edward Gibbon dans son Histoire de la décadence et de la chute de l'Empire romain. Dès lors que le nom de Bigleniza semble d'origine slave, des théories ont développé l'idée que Justinien et sa famille pouvaient avoir des origines slaves. En 1883, James Bryce découvre un manuscrit intitulé Vita Justiniani dans le Palais Barberini. Daté du XVIIe siècle, il contient tous les faits mentionnés par Alamanni, y compris le nom de Bigleniza. Bryce en fait donc la source d'Alamanni. Toutefois, son authenticité est sujette à caution et Konstantin Jirecek estime que ce manuscrit est l'oeuvre d'Ivan Tomko Marnavich, archevêque d'Agram (Zagreb) mais aussi traducteur de textes médiévaux, souvent des hagiographies. Enfin, étant donné le fait que la mère et la fille détiennent souvent le même patronyme, Bigleniza pourrait tout simplement être la traduction de Vigilantia en slave.